# Philo (Illinois)
Philo és una vila dels Estats Units a l'estat d'Illinois. Segons el cens del 2000 tenia 1.314 habitants.

## Demografia
Segons el cens del 2000, Philo tenia 1.314 habitants, 474 habitatges, i 381 famílies. La densitat de població era de 667,6 habitants/km².
Dels 474 habitatges en un 41,4% hi vivien nens de menys de 18 anys, en un 70,5% hi vivien parelles casades, en un 5,9% dones solteres, i en un 19,6% no eren unitats familiars. En el 17,1% dels habitatges hi vivien persones soles el 8,9% de les quals corresponia a persones de 65 anys o més que vivien soles. El nombre mitjà de persones vivint en cada habitatge era de 2,77 i el nombre mitjà de persones que vivien en cada família era de 3,13.
Per edats la població es repartia de la següent manera: un 30,1% tenia menys de 18 anys, un 6,8% entre 18 i 24, un 30,8% entre 25 i 44, un 19,9% de 45 a 60 i un 12,4% 65 anys o més.
L'edat mediana era de 35 anys. Per cada 100 dones de 18 o més anys hi havia 100,2 homes.
La renda mediana per habitatge era de 56.852 $ i la renda mediana per família de 60.365 $. Els homes tenien una renda mediana de 43.125 $ mentre que les dones 25.446 $. La renda per capita de la població era de 21.502 $. Aproximadament el 2,3% de les famílies i el 3,4% de la població estaven per davall del llindar de pobresa.

## Poblacions properes
El següent diagrama mostra les poblacions més properes.